# Заєць із бурштиновими очима
Заєць із бурштиновими очима (англ. The Hare with Amber Eyes) — повість британського художника-кераміста Едмунда де Вааля, в якій через історію речей розповідається історія його родичів за жіночою лінією — відомої родини Ефруссі.

## Опис
Автор розповідає історію єврейської банкірської родини Ефруссів з українського міста Бердичів, що колись заможністю суперничала з банкірськими домами Гінцбургів і Ротшильдів. Оповідь йде від третьої особи, розкриваючи події з 1871 до 2009 року. Спільний ланцюгом між подіями, людьми є колекція 264 японських мініатюрних скульптур (нецке). Серед них була фігурка зайця з бурштиновими очима, що дала назву твору. В цьому є певна алюція на героя твору «Аліса у Дивокраї» Льюїса Керрола — Білого Кролика, в гонитві за яким осягаєш дива.
У 1860-х роках, коли японці перейшли на європейський одяг, нецке втратили свої прикладні функції, ними вже цікавилися не японські споживачі, а європейські колекціонери. Саме шлях колекції з Японії до Парижу (тут у XIX ст. її викупив Шарль Ефруссі у власника магазина японським Філіпа Сішеля) прослідковує автор. Сам Ефрусс, що народився в Одесі, на той час остаточно перебрався до французької столиці. У Франції цього часу була мода на «жапонезрі» (японські цікавинки). Завдяки цьому читач опиняється серед французького суспільства, «знайомиться» з братами де Гонкур, Марселем Прустом, Клодом Моне, з якими дружили його діди і прадіди. Водночас де Вааль тонко досліджує теми спадщини, жидівської діаспори, велич і жахи юдейської історії, відносин між речами і пам'яттю.
Колекцію нецке Шарль Ефрусі дарує стриєчному братові Віктора на весілля, внаслідок чого вона переміщується до Відня, де застає XX ст. 1915 року Ефруссі з початком Першої світової війни переходить з російського до австрійського підданства. У Віктора Ефрусі було четверо дітей. Нецке стають їхніми улюбленими іграшками, про які так добре складати усілякі історії, викладати візерунками, просто мріяти, відчуваючи в руці «крихітну самшитову або кістяну химерну досконалість».
1938 року відбувається аншлюс Австрії нацистською Німеччиною. Ефрусси опинилися в критичній ситуації. В обмін за спасіння вони погоджуються на конфіскацію усього свого майна. Але колекцію нецке, потай від власників, врятувала служниця Евруссів — Анна, — заховавши її всередині матрацу. Віктор, його дружина Емілія, їх батьки і діти з новими документами, в яких вони владою перейменовані в Ізраїлю і Сару, перетинають кордон Німеччини. Емілія незабаром накладе на себе руки, Віктор добереться до Великої Британії, де помре незадовго до кінця війни в будинку своєї доньки Елізабет де Ваал. Після завершення війни у 1945 році Ефрусси не змогли повернути більшість з втраченого (замість 400 млн доларів отримали 150 тис. дол), зокрема безцінні твори мистецтва. Але служниця Анна, що весь час зберігала нецке, у себе передасть їх Елізабет.
Цю історію Елізабет розповіла братові Ігнацу, демобілізованому капітану американської армії, який відвідав її по дорозі на свою нову роботу. Компанія, в якій Ігнац збирався служити, запропонувала йому очолити або відділення в Конго або в Японії. В результаті він обрав останню. Решту життя він мешкав в Японії, де полюбив цю країну, зберігаючи нецке. В подальшому передав онукові Елізабет — автору цього твору.

## Стиль
Автор застосував цікавий підхід — розповідь про життя предків через їхнє майно. Разом з тим захопившись речами, Едмунд де Вааль випустив з уваги людей. Зрештою експонати і інтер'єри у нього виглядають більш живими, ніж, власне, люди.

## Нагороди
- Премія Кости, 2010 рік
- письменник року, 2010 р.